# Taka (Hyōgo)
Taka (jap. 多可町 Taka-chō) – miasto w Japonii, na wyspie Honsiu, w prefekturze Hyōgo. Według danych na rok 2020 miejscowość zamieszkiwało 19 261 mieszkańców , a gęstość zaludnienia wyniosła 104 os./km².